# R (сингл-альбом)
R (стилизуется как -R-) — дебютный сингл-альбом новозеландской певицы и участницы южнокорейской гёрл-группы Blackpink Розэ (англ. Rosé, Roseanne Park), записанный в жанрах поп/K-pop и поп-рок/инди-рок и выпущенный 12 марта 2021 года на лейблах YG Entertainment (Республика Корея) и Interscope Records (США).
Изначальная версия состоит из двух синглов. Первый из них, «Gone», был исполнен на онлайн-концерте 31 января 2021 года, а 5 апреля 2021 года на него появился видеоклип. Заглавным же синглом релиза стал «On the Ground», клип на который появился 12 марта, одновременно с альбомом. Альбом был продан тиражом более чем в полмиллиона копий и побил один из рекордов по предзаказам в Южной Корее. В первые сутки после выхода альбом занял первое место в чарте ITunes World и в чартах самой республики. Он получил преимущественно положительные отзывы.
Тексты песен с альбома повествуют о сложных отношениях и пути к успеху. Его название означает первую букву «всех имён певицы на R» и начало её сольной карьеры. Изначально были выпущены лишь цифровая и потоковая/стриминг версии альбома, релиз на CD состоялся 16 марта, а на виниле — 19 апреля. В двух последних версиях, в отличие от цифровой, количество треков увеличено с 2-х до 4-х за счёт инструментальных версий обоих синглов.

## Предыстория
Впервые о сольном дебюте всех участниц группы Blackpink было заявлено в 2018 году. Тогда же состоялся соло-дебют первой из них, Дженни. 1 июня 2020 года в YG Entertainment объявили, что вскоре после выхода дебютного полноформатного альбома коллектива The Album состоится сольный релиз остальных трёх участниц Blackpink, первым из которых будет альбом Розэ. В конце года последняя сообщила в интервью, что работы над пластинкой идут и что съёмки клипа на заглавный сингл начнутся в середине января 2021 года.
Первый тизер грядущей видеоработы появился на официальном Ютуб-канале группы 25 января 2021 года; к моменту релиза альбома он набрал более 50 миллионов просмотров. Тогда же на лейбле подтвердили информацию, что в середине месяца были проведены съёмки клипа. Помимо этого представители YG заявили, что одна из песен альбома будет исполнена на онлайн-концерте до релиза, но при этом она не будет его заглавным синглом. Ещё в YG объявили, что песни альбома будут сильно отличаться от большинства композиций группы и друг от друга.
Через месяц после исполнения одной из песен альбома, «Gone», на онлайн-концерте, 3 марта 2021 года в YG Entertainment заявили, что альбом выйдет 12-го числа этого же месяца. Розэ становилась таким образом второй из участниц коллектива, дебютировавших сольно. 4 марта 2021 года в социальных сетях Розэ и коллектива был опубликован тизер-постер названия ведущего сингла — «On the Ground». Тогда же стали принимать предзаказы на все три версии альбома.
7 марта на YouTube-канале группы появился тизер на «On the Ground». 9 марта был опубликован второй тизер. В один день с ним была анонсирована прямая трансляция, посвящённая выходу альбома. В промежутке между двумя тизерами YG выложила в официальном Твиттере группы трек-лист альбома. Список участников записи подтвердил слух о том, что Розэ оказалась причастна к написанию текстов песен. Помимо этого, она принимала участие в создании дизайна обложки альбома. 10 марта был выпущен тизер-постер D-2, напоминающий о том, что до релиза осталось два дня; на следующий день был выпущен предрелизный постер D-DAY.

## Название альбома и тематика песен. Запись
Песни были исполнены целиком на английском языке. Певица объяснила это желанием быть ближе и понятнее большинству своих слушателей. По её словам, в альбом вложено всё, чему она научилась за годы, проведённые в группе, и эта запись является логичным продолжением её карьеры. Название альбома R означает первую букву «всех имён певицы на R». Розе также заявляла, что оно символизирует начало нового этапа в её жизни — сольной карьеры. «On the Ground» повествует о долгом и трудном пути к успеху и о погоне за мечтой. В ней Розэ рассказывает о простых вещах — что в жизни гораздо важнее семья, друзья, здоровье и личностное счастье, а не критерии успешности, которыми «все любят кичиться». В «Gone» же Розэ поёт о сложной любви, которая окончательно её покинула, и о своём разбитом сердце, а посвящена она поклонникам певицы в частности и группы в целом. По словам Розэ, сказанным после выступления на Inkigayo и на шоу Mom's Diary: My Ugly Duckling, «On the Ground» создана для тех, «кто находится в поисках смысла жизни или ответов на главные вопросы», чтобы показать, что «ответ уже находится внутри, в душе́, и искать его надо там, а не где-то ещё». Название же этого сингла Розэ придумала сама и считает его самой удачной строчкой во всех песнях, что когда-либо пела. Оно означает, что всё, что нужно Розэ, есть здесь, «на земле», и что не нужно куда-то спешить, чтобы это нужное найти. По словам певицы, при записи каждой из песен для коллектива она играет того или иного персонажа, но здесь ей удалось просто побыть собой.
Запись сингл-альбома состоялась в 2018—2020 годах. Певица и продюсеры YG проводили её на студии звукозаписи The Black Label, дочернем подразделении лейбла, расположенном в Сеуле. 16 марта 2021 года на YouTube-канале группы вышел мини-фильм о создании альбома.

## Релиз и продвижение
Сингл-альбом стал доступен 12 марта 2021 года в цифровой и потоковой/стриминг-версиях. Он был выпущен на двух лейблах — YG, который распространял пластинку в Корее, и Interscope Records, ставшем официальным дистрибьютором по остальному миру. Тогда же певица провела онлайн-трансляцию, в которой рассказала об альбоме, песнях и съёмках, а после дала интервью журналисту Apple Music. Во время посвящённой альбому пресс-конференции она сказала: «Я человек, который исцеляется и многому учится через музыку. Этот альбом обо мне и о моём пути». Выпуск на CD состоялся 16 марта, а на виниле — 19 апреля.

### Видеоклипы

#### «On the Ground»

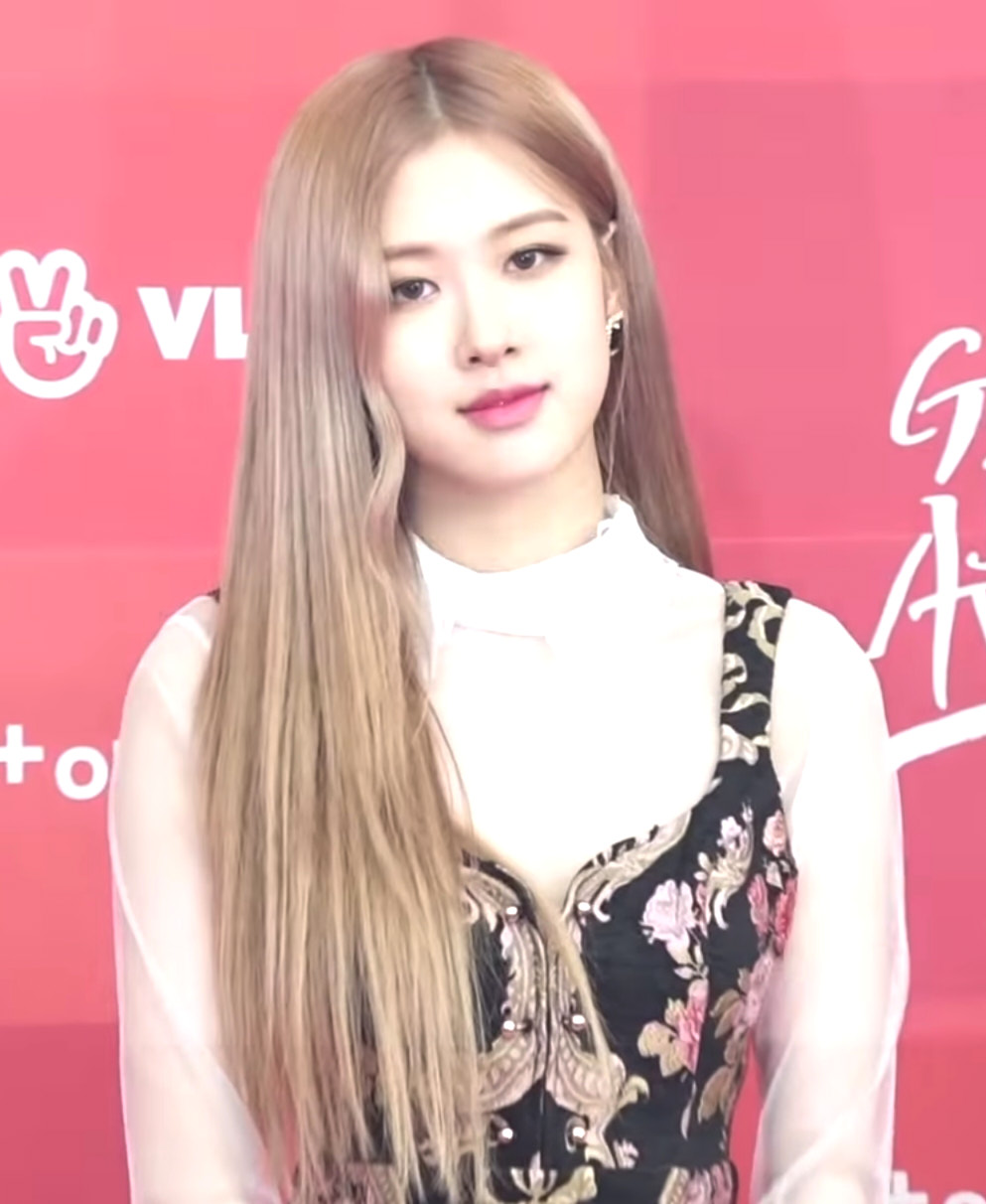
Розэ в 2019 году

Клип на заглавную композицию «On the Ground» был выложен в сеть 12 марта 2021 года. Режиссёром видеоработы стал Хан Самин. По ходу клипа Розэ ходит по разным местам и предаётся воспоминаниям. В конце видео Розэ смотрит на «раннюю версию себя», играющую на пианино. Помимо этого, как и в клипе на «As If It’s Your Last», Розэ рисует на зеркале своё имя, только куда более ровным почерком. Это показывает основной посыл видеоработы о противопоставлении новой Розэ старой.
В день релиза появился фильм о создании клипа. Розэ принимала участие в этом процессе в качестве помощника режиссёра, что ранее было заявлено. Помимо этого, в том же качестве клип помогала снимать ещё одна участница коллектива, Джису, в Instagramm-аккаунте которой после релиза работы было опубликовано несколько кадров со съёмок. Клип снимали в холодную погоду, в том числе и на улице, посреди обогреваемой цветочной поляны. В одной из сцен на заднем плане видна взрывающаяся автомашина, при монтаже туда был добавлен падающий метеорит.
Рецензент южнокорейского издания «Мэиль кёндже синмун» Пак Сеён написала, что клип ожидаемо вызвал положительные отзывы от поклонников по всему миру, поскольку красивая внешность певицы в нём гармонично сочетается с её богатой на эмоции актёрской игрой. В нём также, по её мнению, зрителя привлекают кинематографичность и искренность Розэ. В видеоклипе Розэ предстала в 10 различных образах. Рецензент американского издания о моде Teen Vogue Амина Хан, разбирая наряды Розэ, отметила, что начальная смесь из розового платья и армейских ботинок на высокой платформе сочетает в себе эстетику бунтарства и одновременно элегантности, которые присущи и всему видео в целом. Следующий образ полностью чёрного цвета она посчитала «убийственно красивым». Дальнейшие образы журналистка назвала красивыми, элегантными, романтичными и подчёркивающими красоту самой видеоработы.
Видеоклип занял первое место в списке «Самых просматриваемых» YouTube Music, затем постепенно спускался вниз, продержавшись в чарте 12 дней и собрав 41,6 миллиона просмотров за 24 часа, что является рекордом для сольного исполнителя из Южной Кореи. Предыдущий рекорд принадлежал певцу Psy и его хитом «Gangnam Style». По сравнению с клипами, занявшими второе и третье места, у «On the Ground» было в 5 раз больше просмотров за 24 часа. Помимо этого, клип занял места в рейтинге наиболее популярных видео на хостинге более чем в 70 странах, включая США.

#### «Gone»
О том, что видеоклип на «Gone» также появится, Розэ заявила на прямой трансляции 27 марта, отвечая на вопрос фанатки. При этом она не называла конкретной даты. Она стала известна 31 марта 2021 года, когда было анонсировано, что 5 апреля появится видеоклип на сингл. За день до выпуска в официальном Твиттере группы появился тизер-постер на будущую видеоработу. Клип был выложен на официальном YouTube-канале группы 5 апреля 2021 года в полночь по местному времени.
Видеоработа длится 3 минуты 40 секунд. Она начинается со сцены в ванной, где Розэ лежит завёрнутая в пушистую куртку зелёного цвета. Затем девушка «отправляется в путешествие по своему прошлому». Клип повествует о счастливых и грустных моментах её жизни. Если в начале видео Розэ беззаботно нюхает розу и улыбается, то ближе к концу она со злостью рвёт подушки и стоит посреди пылающей квартиры, однако в самом конце работы Розэ безмятежно отдыхает на кухне с бокалом красного вина.
Репортёр южнокорейского телеканала о популярной культуре MBC TV Пэк Аян написал, что в каждом кадре даже тизера, будь то сцена в ванной со скорчившейся девушкой или горящая роза, есть своя, скрытая от взгляда простого обывателя метафора. Он полагает, что их наличие усиливает чувство погружения, которое, безусловно, будет чувствовать зритель. По мнению рецензента, работа призвана задеть совершенно иные чувства зрителя, нежели «On the Ground». Репортёр корейской газеты «Тон'А ильбо» Чон Хиён назвала видеоработу на «Gone» «перекрёстной историей» счастливого прошлого и настоящего, в котором Розэ переживает разрыв в отношениях. По её мнению, игра Розэ оказалась очень эмоциональной, что только усилило положительное впечатление от клипа.
За 24 часа с момента релиза клип собрал 15 миллионов просмотров, расположившись на четвёртом месте в списке самых просматриваемых клипов от сольных корейских исполнительниц за это время, а в полночь 8 апреля 2021 года на YouTube-канале коллектива появился фильм о создании клипа.

### Живые выступления
9 марта было объявлено, что Розэ появится на Ночном шоу с Джимми Фэллоном американского канала NBC с живым выступлением. 16-го числа того же месяца она исполнила на шоу заглавный сингл альбома «On the Ground». Для него Розэ сняла чёрно-белый клип, в котором исполняла хореографические движения при участии множества танцоров.
12 марта, в день релиза альбома, телеканал SBS объявил, что песня будет исполнена на шоу Inkigayo в воскресенье, 14 марта. В этот день состоялось живое выступление, где впервые была показана хореография к синглу (в клипе танцев не было). Помимо этого, на шоу во второй раз в «живой версии» был исполнен трек «Gone». За первое место Розэ боролась с группой Brave Girls и проиграла им, однако потом выступила на шоу во второй раз и одержала победу.

### Акустическая кавер-версия
11 мая американская певица и актриса Бри Ларсон выложила акустическую кавер-версию обеих песен с альбома Розэ в своих соцсетях с подписью «Немного волшебства Розэ для вас». Розэ же в ответ выразила признательность исполнительнице, поблагодарив за кавер.

## Жанр
Официальным жанром песен с альбома является K-pop. Издание Rolling Stone подчеркнуло экспериментальность «On the Ground» для Розэ, ввиду исполнения ей «полурэпа», который девушке не присущ (сама Розэ на пресс-конференции рассказала, что пыталась исполнить в одном треке подобие речитатива). Рецензенты замечали влияние электропопа, синти-попа и EDM в «On the Ground», а в «Gone» — софт-рока, альтернативы и инди-рока.

## Коммерческий успех

### Предзаказ
8 марта, спустя всего 4 дня после открытия предзаказа на альбом, Розэ установила рекорд в 400 000 копий, что является наивысшим результатом для женского сольного исполнителя из Республики Корея. Предзаказы (на CD и виниловую версии альбома) продолжали поступать и после релиза цифровой версии, в дальнейшем достигнув 500 тысяч копий.

### Альбом
В корейских чартах Bugs, Genie и Melon альбом и сингл заняли ведущие позиции, а по данным одного из крупнейших (наряду с Gaon) чартов в стране — Hanteo — -R- был продан тиражом в 282 674 экземпляров в первые сутки после релиза, что является наилучшим результатом для сольной исполнительницы в истории чарта.
Альбом в двух своих версиях (стриминговой/потоковой и цифровой) занял одновременно первое и второе места в Retail Album Chart Gaon с общим показателем более 300 000 экземпляров и десятую строчку Album Chart (позже поднявшись до 2-го места). Физическая же версия альбома была продана в количестве 446 314 копий за две недели активных продаж, заняв 3-ю строчку основного чарта страны Gaon Album.
По данным китайского стримингового сервиса QQ Music, на территории республики было продано более 1,53 миллиона копий при цене в 6 юаней за единицу. 15 марта 2021 года альбом достиг первого места в основном и пяти жанровых чартах сервиса. Помимо этого, на популярных в стране музыкальных порталах Jiggwa и Kuwomyujig альбом также занял первое место по прослушиваниям к этому же дню.
В чарте «Еженедельный общий рейтинг синглов» (яп. 週間　合算シングルランキング) японской компании Oricon альбом -R- занял 40-е место с 8807 проданными копиями за неделю.
В целом за сутки песни альбома были прослушаны на территории Южной Кореи 6,2 миллиона раз. «On the Ground» при этом был прослушан 3 262 615 раз, что является ещё одним рекордом — это наивысший результат для сольной исполнитеьницы из Республики Корея, а также лучший результат для женских исполнителей из страны в целом, за исключением показателей самой группы Blackpink, в состав которой входит Розэ.
6 мая 2021 года Корейская ассоциация KMCA присвоила альбому платиновую классификацию в связи с тем, что было продано более 250 000 физических копий альбома. По состоянию на апрель 2021 года по всему миру было продано не менее 502 447 копий альбома помимо 500 000 ранее предзаказанных.
| Страна           | Владелец чарта | Название чарта                                     | Высшая позиция | Источник |
| ---------------- | -------------- | -------------------------------------------------- | -------------- | -------- |
| Мир              | Apple          | iTunes World                                       | 1              | [ 50 ]   |
| Республика Корея | Kakao M        | Bugs                                               | 1              | [ 50 ]   |
| Республика Корея | Kakao M        | Genie                                              | 1              | [ 50 ]   |
| Республика Корея | Kakao M        | Melon                                              | 1              | [ 50 ]   |
| Китай            | QQ Music       | QQ Charts                                          | 1              | [ 88 ]   |
| Китай            | QQ Music       | Jiggwa                                             | 1              | [ 88 ]   |
| Китай            | QQ Music       | Kuwomyujig                                         | 1              | [ 88 ]   |
| Республика Корея | Gaon           | Retail Album Chart                                 | 1              | [ 84 ]   |
| Республика Корея | Gaon           | Album Chart (потоковая/стриминг и цифровая версии) | 2              | [ 85 ]   |
| Республика Корея | Gaon           | Album Chart (физическая версия)                    | 3              | [ 86 ]   |
| Хорватия         | HDU            | Top of the Shops                                   | 10             | [ 93 ]   |
| Япония           | Oricon         | 週間 合算シングルランキング                        | 40             | [ 89 ]   |

### Синглы
В чарте Gaon заглавный сингл альбома «On the Ground» стартовал с 15-й позиции в Digital Chart (на следующей неделе он добрался до 4-й позиции), с 5-й позиции в Download chart и 52-й позиции в Streaming Chart (поднявшись через две недели до 3-й позиции). По итогам месяца «On the Ground» расположился на 5-й строчке. Трек «Gone» в первом из чартов занял 49-е место (на следующей неделе поднявшись до 6-го), во втором — 8-е место, в третьем — 87-е (поднявшись через две недели до 11-го). По итогам месяца трек расположился на 21-й позиции.
На следующей день после выхода заглавная песня альбома заняла лидирующие позиции в чарте ITunes Top Songs как минимум в 51 стране, включая США, а также верхнюю строчку в ITunes World. Сингл «On the Ground» через сутки после релиза занял 8-е место в Spotify Global Top 50, а «Gone» — 11-е.
В чарте Австралийской ассоциации звукозаписывающих компаний заглавный сингл «On the Ground» занял 31-е место через неделю после выхода. «Gone» в этом чарте заняла 63-ю строчку. Помимо этого, «On the Ground» вошла в чарты Ирландии, Канады, Франции и ряда других стран. В британском чарте «On the Ground» заняла первую строчку, что является рекордом для сольной исполнительницы из Южной Кореи.
В канадском чарте 77-е место заняла песня «Gone». Она также заняла первое место в чарте Малайзии (опередив «On the Ground», которая оказалась на втором месте), второе — в чарте Сингапура (сразу после «On the Ground») и шестое — в Новой Зеландии («On the Ground» в чарте этой страны расположилась на третьей позиции).
В чарте Billboard Korea K-Pop Hot 100 песни «On the Ground» и «Gone» на второй неделе после выхода заняли 3-е и 5-е места соответственно. Розэ стала второй корейской сольной исполнительницей, которой покорился этот чарт после CL из 2NE1. «On the Ground» также занял первое место в Billboard Global 200 с 92,1 миллионами потоков и 29 тысячами проданных копий. Это сделало Розэ первым корейским сольным артистом, которому удалось занять первую строчку данного чарта. «Gone» в Global 200 заняла 29-е место с 19,6 миллионами потоков и 20 тысячами проданных за неделю копий. В Billboard Global Excl. U.S. первая песня заняла также первое место с 85,7 миллионами потоков и 22 тысячами проданных копий за неделю. Второе место заняла песня BTS «Dynamite»; это второй раз в истории чарта, когда два первых места одновременно заняли исполнители из Южной Кореи (ранее их также занимали BTS и группа Розэ Blackpink). «Gone» в этом чарте заняла 17-ю позицию. Помимо этого песня заняла 15-е место в Digital Song Sales с шестью тысячами проданных копий, «On the Ground» в этом чарте заняла 10-ю позицию.
| Страна                      | Владелец чарта                                | Название чарта              | Высшая позиция  | Высшая позиция | Источник        |
| Страна                      | Владелец чарта                                | Название чарта              | «On the Ground» | «Gone»         | Источник        |
| --------------------------- | --------------------------------------------- | --------------------------- | --------------- | -------------- | --------------- |
| Мир                         | Spotify                                       | Global Top 50               | 8               | 11             | [ 52 ]          |
| Мир                         | Billboard                                     | Global 200                  | 1               | 29             | [ 111 ] [ 112 ] |
| Республика Корея            | Gaon                                          | Digital Chart               | 4               | 6              | [ 95 ]          |
| Республика Корея            | Gaon                                          | Download chart              | 5               | 8              | [ 96 ]          |
| Республика Корея            | Gaon                                          | Streaming Chart             | 3               | 11             | [ 98 ]          |
| Республика Корея            | Billboard                                     | K-pop Hot 100               | 3               | 5              | [ 109 ]         |
| США                         | Billboard                                     | Billboard Hot 100           | 70              | -              | [ 115 ]         |
| США                         | Billboard                                     | Billboard Global Excl. U.S. | 1               | 17             | [ 113 ]         |
| США                         | Billboard                                     | Digital Song Sales          | 10              | 15             | [ 114 ]         |
| Япония                      | Billboard                                     | Japan Hot 100               | 50              | -              | [ 116 ]         |
| Великобритания              | Billboard                                     | Japan Hot 100               | 50              | -              | [ 116 ]         |
| The Official Charts Company | UK Official Download Chart                    | 12                          | 41              | [ 117 ]        |                 |
| Австралия                   | ARIA                                          | ARIA Charts                 | 31              | 63             | [ 100 ] [ 101 ] |
| Ирландия                    | Official Charts Company                       | Chart Top 50                | 49              | -              | [ 102 ]         |
| Канада                      | Billboard                                     | Canadian Hot 100            | 35              | 77             | [ 103 ]         |
| Малайзия                    | Recording Industry Association of Malaysia    | Top 20                      | 2               | 1              | [ 106 ]         |
| Сингапур                    | Recording Industry Association Singapore      | Rias Top Charts             | 1               | 2              | [ 107 ]         |
| Новая Зеландия              | Recorded Music NZ                             | Hot 40 Singles              | 3               | 6              | [ 108 ]         |
| Венгрия                     | Mahasz                                        | Single Top 40               | 6               | 9              | [ 118 ]         |
| Португалия                  | Associação Fonográfica Portuguesa             | Chart 200                   | 88              | 186            | [ 119 ] [ 120 ] |
| Литва                       | AGATA                                         | Top 100                     | 49              | -              | [ 121 ]         |
| Франция                     | Syndicat National de l’Édition Phonographique | Les charts français         | 196             | -              | [ 104 ]         |
| Бельгия                     | Ultratip                                      | Singles                     | 42              | -              | [ 122 ]         |

## Отзывы критиков
| Оценки критиков | Оценки критиков |
| Источник        | Оценка          |
| --------------- | --------------- |
| NME             | [ 28 ]          |

### Альбом в целом
Рецензент британского издания New Musical Express Риан Дейли оценила пластинку в четыре звезды из пяти. Она назвала альбом проливающим свет на новые, ранее неизведанные стороны певицы. Журналистка отметила, что в составе группы Розэ обычно брала на себя драматичные и эмоциональные линии, но на своём сольном релизе она избавилась от перенасыщенного звука Balckpink и предложила более спокойный, мягкий подход, хотя и не в ущерб эмоциональности. Рецензент посчитала, что текст первой песни альбома может отсылать к интенсивному обучению корейских поп-айдолов и последующей жизни в качестве состоявшихся артистов, но в целом ситуация универсальна и понятна как звёздам поп-музыки, ищущим популярности у публики, так и простым офисным работникам, ожидающим признания со стороны начальства. Розэ в песне сделала вывод, что материальный успех, похвала и признание не важны, главное — простые, «приземлённые» вещи: семья, друзья, здоровье и счастье. Разбирая вторую песню, Дейли увидела в ней как раз стандартную для группы «вирусную» композицию, простую, но не потерявшую эмоционального накала. Выстроенная на основе отрывистого гитарного аккомпанемента, она дополнена короткими мелодичными отрывками, которые легко не заметить. Текст песни, изложенный на бумаге, кажется сухим и скучным, но благодаря вокалу Розэ начинает «сверкать, как необработанный алмаз». Оценивая альбом в целом, Дейли пришла к выводу, что долгое ожидание стоило того: -R- является «самовыражением без лишней „мишуры“» и показывает, что яркому голосу и хорошей песне не требуются большие проекты и вычурное оформление.
Сын Хунли, журналистка корейского издания Osen, посчитала -R- удавшимся дебютом, а исполнение Розэ более зрелым, чем на первом альбоме Blackpink. Рецензент отметила мелодичность композиций, а также искренность и чувственность певицы. Подобный дебют, по мнению автора, вызывает большой интерес к дальнейшим шагам Розэ в рамках сольной карьеры. Джейсон Липшутц, обозреватель американского журнала Billboard, отметил, что обе композиции альбома Розэ «сразу производят неизгладимое впечатление». Заглавный трек «On the Ground» он отнёс к жанру альтернативного EDM, а в «более рок-н-рольной» «Gone» похвалил вокал Розэ, звучащий на фоне отрывистого электрогитарного звука. Рецензент признал песни слишком значительными, чтобы забыть их как «пустышку» очередного сайд-проекта, и предрёк сольной карьере Розэ яркое будущее. Альбом занял 39-ю позицию в списке 50 главных альбомов первой половины 2021 года по версии критиков этого же журнала. Его журналистка Анна Чхан написала, что песня идеально подходит для пения в ду́ше в одиночестве, поскольку представляет собой заставляющую задуматься композицию, а не «слащавую поп-конфетку», как это ожидали от участницы Blackpink. Джастин Кёрт, рецензент американского сайта Vulture, увидел в «On the Ground» подобие гимну, а «Gone» назвал балладой, отметив её максимально упрощённую аранжировку.

### «On the Ground»
Мэдди Майер из американского онлайн-издания Teen Vogue назвала «On the Ground» образцовой песней для соло-дебюта Розэ, сочетающей глубокий текст, «ангельский» бридж и окончание на высокой ноте. Рецензент американского журнала Rolling Stone Джон Блистейн назвал песню «On the Ground» умным поп-треком, который начинается с «вокального скольжения» Розэ на фоне сдержанного гитарного аккомпанемента в первом куплете, сменяющегося точно выверенным ударом данс-попа в припеве. Дивьянша Донгре из индийской версии издания характеризует композицию как «гимн» в жанре электропоп с запоминающимся гитарным риффом, а также отмечает широту исполнительских способностей Розэ, экспериментирующей с подобием рэпа в дополнение к характе́рному пению с придыханием. Автор калифорнийского издания Young Hollywood Мэдисон Мюррей назвала «On the Ground» вдохновляющим гимном, тяготеющим к синти-попу и описывающим личностное взросление певицы. «Gone» же она охарактеризовала как софт-рок-балладу, отражающую чувства человека, потерявшего любовь. Эмелина Тревис из нью-йоркского интернет-издания BuzzFeed включила основной сингл альбома в свой список из 6 релизов, которые нельзя пропустить. Она назвала «On the Ground» электронной балладой, которая «режет прямо по сердцу».
Рецензент корейского онлайн-журнала IZM Чо Джихён поставила главному синглу альбома среднюю оценку в три звезды из пяти. Она написала, что образ Розэ в сольном дебюте значительно отличается от её образа в группе. Если в Blackpink он представлял собой традиционный «бунтарский гёрл-краш», то в сольном дебюте Розэ предстаёт в лирично-переживательном амплуа, что подтверждает звук — мягкая акустика в смеси с EDM. Рецензент отдельно отметила вокальную составляющую работы, которая превзошла все её ожидания и получилась очень выразительной. Она посчитала, что песня является удачным дебютом, поскольку создана по канонам «хитмейкерства», поэтому она без труда завоюет успех на музыкальном рынке стран Западной Европы и США. Рецензент французского еженедельного журнала о красоте и моде Elle Алиса Бейли назвала «On the Ground» трогательным, прекрасным и глубоко лиричным синглом.
Тамар Херман, журналист и биограф из South China Morning Post, включила заглавную композицию альбома в список лучших K-pop-песен первой половины 2021 года. Она назвала её синглом, который изначально обещает быть интроспективной акустической поп-песней, однако затем превратился в электронную композицию, которая позволяет задуматься и будто бы создана для иллюстрации чистого вокала певицы и в которой также присутствует типичный для Blackpink «танцевальный блеск». По мнению рецензентки, хотя Розэ и поёт о том, что её всё устраивает на земле, песня «парит и летит очень высоко».

### «Gone»
Журналист южнокорейской телерадиокомпании Korean Broadcasting System посчитал, что в «Gone» отлично раскрывается тема ушедшей любви. По мнению автора, гитарная аранжировка и приятный голос производят хорошее впечатление, поэтому неудивительно, что песня получила положительные отзывы. Тизер же на работу он назвал тем, что сходу захватывает глаза и уши поклонников вокалом Розэ и тонкой актёрской игрой. Клэр Додсон из Teen Vogue в вышедшем ещё до релиза альбома обзоре лучших моментов концерта «Blackpink The Show» написала, что в «Gone» присутствует чувственность инди-рока с расслабленным аккомпанементом электрогитар, сопровождающих историю несчастной любви.

## Список композиций

Обложка CD и виниловой версий альбома

Цифровая версия:
| №                   | Название            | Текст песни                                                                            | Продюсер(ы)                                        | Длительность |
| ------------------- | ------------------- | -------------------------------------------------------------------------------------- | -------------------------------------------------- | ------------ |
| 1.                  | «On the Ground»     | Эми Аллен Джон Беллион [англ.] Йорген Одегард Рауль Кубина Тедди Пак [англ.] Пак Чхэён | Джон Беллион Одживолта Йорген Одегард Тедди Пак 24 | 2:48         |
| 2.                  | «Gone»              | Брайан Ли [англ.] Джон Лаурин Тедди Пак Пак Чхэён                                      | 24 Брайан Ли                                       | 3:27         |
| Общая длительность: | Общая длительность: | Общая длительность:                                                                    | Общая длительность:                                | 6:15         |

CD-версия:
| №                   | Название                       | Текст песни                                                             | Продюсер(ы)                                        | Длительность |
| ------------------- | ------------------------------ | ----------------------------------------------------------------------- | -------------------------------------------------- | ------------ |
| 1.                  | «On the Ground»                | Эми Аллен Джон Беллион Йорген Одегард Рауль Кубина Teddy Park Пак Чхэён | Джон Беллион Одживолта Йорген Одегард Тедди Пак 24 | 2:48         |
| 2.                  | «Gone»                         | Брайан Ли Джон Лаурин Тедди Пак Пак Чхэён                               | 24 Брайан Ли                                       | 3:27         |
| 3.                  | «On the Ground» (Instrumental) |                                                                         | Джон Беллион Одживолта Йорген Одегард Тедди Пак 24 | 2:48         |
| 4.                  | «Gone» (Instrumental)          |                                                                         | 24 Брайан Ли                                       | 3:27         |
| Общая длительность: | Общая длительность:            | Общая длительность:                                                     | Общая длительность:                                | 12:30        |

Виниловая пластинка:
| №                   | Название            | Текст песни                                                            | Продюсер(ы)                                        | Длительность |
| ------------------- | ------------------- | ---------------------------------------------------------------------- | -------------------------------------------------- | ------------ |
| 1.                  | «On the Ground»     | Эми Аллен Джон Беллион Йорген Одегард Рауль Кубина Тедди Пак Пак Чхэён | Джон Беллион Одживолта Йорген Одегард Тедди Пак 24 | 2:48         |
| 2.                  | «Gone»              | Брайан Ли Джон Лаурин Тедди Пак Пак Чхэён                              | 24 Брайан Ли                                       | 3:27         |
| Общая длительность: | Общая длительность: | Общая длительность:                                                    | Общая длительность:                                | 6:12         |

| №                   | Название                       | Продюсер(ы)                                        | Длительность |
| ------------------- | ------------------------------ | -------------------------------------------------- | ------------ |
| 3.                  | «On the Ground» (Instrumental) | Джон Беллион Одживолта Йорген Одегард Тедди Пак 24 | 2:48         |
| 4.                  | «Gone» (Instrumental)          | 24 Брайан Ли                                       | 3:27         |
| Общая длительность: | Общая длительность:            | Общая длительность:                                | 12:30        |

## Рекорды и награды
| Награды на музыкальных шоу | Награды на музыкальных шоу | Награды на музыкальных шоу                    | Награды на музыкальных шоу |
| Программа                  | Телеканал                  | Дата получения                                | Ссылка                     |
| -------------------------- | -------------------------- | --------------------------------------------- | -------------------------- |
| Show Champion              | MBC M                      | 24 марта 2021 года                            | [ 131 ]                    |
| M Countdown                | Mnet                       | 25 марта 2021 года (с песней «On the Ground») | [ 132 ]                    |
| M Countdown                | Mnet                       | 8 апреля 2021 года (с песней «Gone»)          | [ 133 ]                    |
| Music Bank                 | KBS                        | 26 марта 2021 года                            | [ 134 ]                    |
| Show! Music Core           | MBC                        | 27 марта 2021 года                            | [ 135 ]                    |
| Inkigayo                   | SBS                        | 28 марта 2021 года                            | [ 136 ]                    |

| Прочие награды | Прочие награды          | Прочие награды                  | Прочие награды | Прочие награды |
| Год            | Организация             | Награда                         | Результат      | Ссылка         |
| -------------- | ----------------------- | ------------------------------- | -------------- | -------------- |
| 2021           | Asian Pop Music Awards  | Best Female Artist (Overseas)   | Номинация      | [ 137 ]        |
| 2022           | Gaon Chart Music Awards | Album of the Year — 2nd Quarter | Номинация      | [ 138 ]        |
| 2022           | Seoul Music Awards      | Bonsang Award                   | Победа         | [ 139 ]        |

## История релиза
| Регион           | Дата           | Формат                                   | Лейбл                         | Источник      |
| ---------------- | -------------- | ---------------------------------------- | ----------------------------- | ------------- |
| Мир              | 12 марта 2021  | Цифровая и потоковая/стриминговая версии | YG Entertainment · Interscope | [ 35 ] [ 42 ] |
| Мир              | 16 марта 2021  | CD                                       | YG Entertainment · Interscope | [ 130 ]       |
| Республика Корея | 19 апреля 2021 | Виниловая пластинка                      | YG Entertainment · Interscope | [ 43 ]        |

## Сертификация
| Регион           | Компания | Сертификация | Проданных копий |
| ---------------- | -------- | ------------ | --------------- |
| Республика Корея | KMCA     | 3xплатиновый | 750 000         |